# Zurab Zurabiani
Zurab Zurabiani (2 de febrero de 2000) es un deportista georgiano que compite en judo adaptado. Ganó una medalla de plata en los Juegos Paralímpicos de París 2024, en la categoría de –60 kg (clase J2).

## Palmarés internacional
| Juegos Paralímpicos | Juegos Paralímpicos | Juegos Paralímpicos | Juegos Paralímpicos |
| Año                 | Lugar               | Medalla             | Categoría           |
| ------------------- | ------------------- | ------------------- | ------------------- |
| 2024                | París (Francia)     | Medalla de plata    | –60 kg J2           |